# Jonathan Kuck
Jonathan Kuck (* 14. března 1990 Urbana, Illinois) je americký rychlobruslař.

## Profesionální kariéra
Prvního juniorského světového šampionátu se zúčastnil v roce 2008, kdy získal bronzovou medaili ze stíhacího závodu družstev. Následující rok s americkým týmem bronz obhájil a v individuálních závodech přidal navíc dvě stříbra (1000 m a víceboj) a jeden bronz (5000 m). V roce 2009 také debutoval v závodu Světového poháru. Na Zimních olympijských hrách 2010 byl osmý na distanci 10 000 m a pomohl vybojovat stříbro v závodu družstev. O několik týdnů později si stříbrnou medaili odvezl také z Mistrovství světa ve víceboji. Na MS 2011 vyhrál s americkým týmem závod družstev. O rok později skončil jejich výběr druhý, sám navíc získal v individuálních závodech na 5000 m a 10 000 m bronzové medaile. Zúčastnil se zimní olympiády 2014, kde v závodě na 5000 m obsadil 19. místo, na patnáctistovce skončil na 37. příčce a s americkým týmem byl sedmý ve stíhacím závodě družstev.